# アキローネ (駆逐艦)

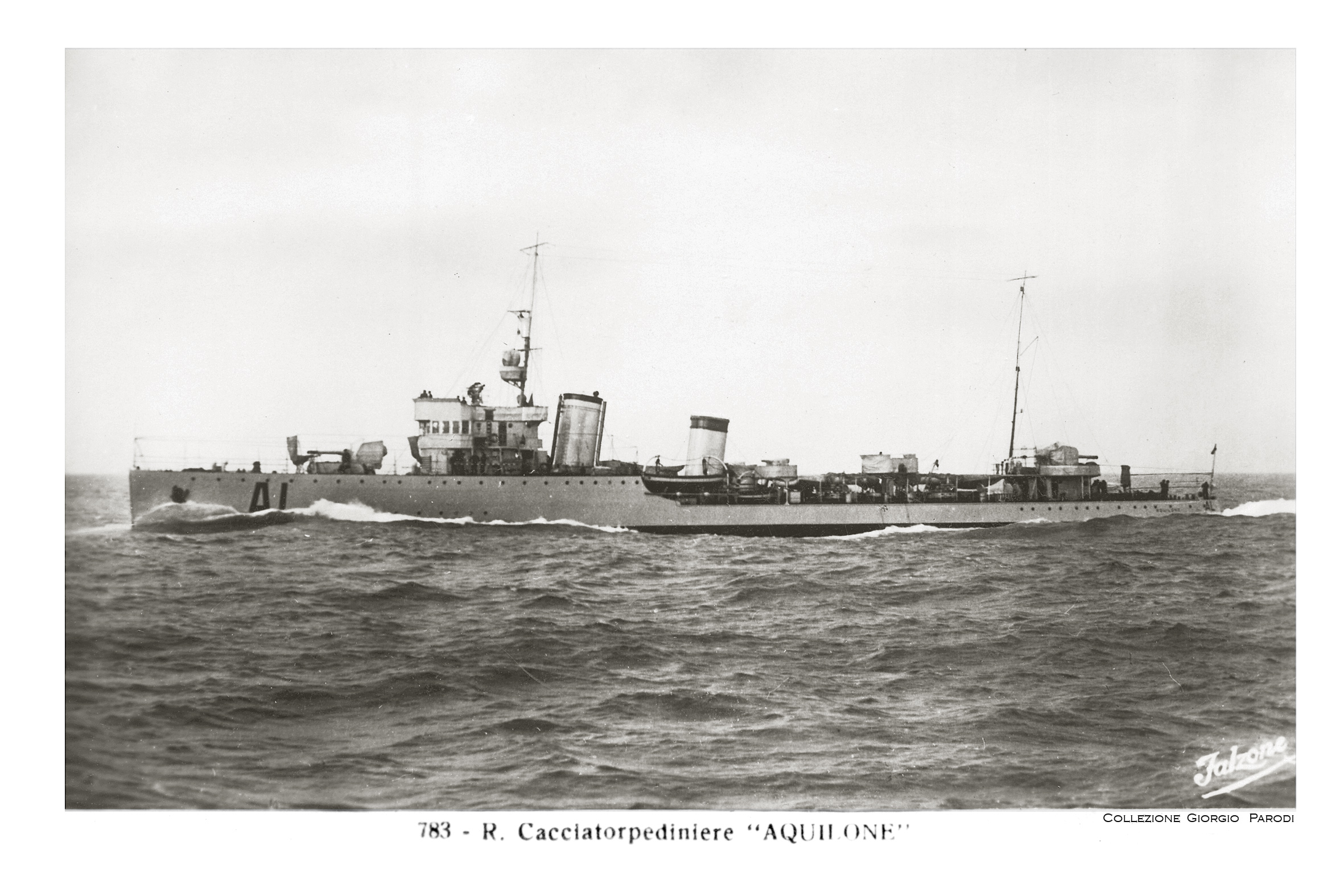
アキローネ（1930年代中頃）

アキローネ (Aquilone) はイタリア海軍の駆逐艦。トゥルビネ級。

## 艦歴
セストリ・ポネンテのオデロ造船所で建造。1925年5月18日起工。1927年8月3日進水。1927年12月3日竣工。
同型艦の「トゥルビネ」、「ネンボ」、「エウロ」とともにラ・スペツィアを基地とするI Destroyer Flotillaの2nd Squadronに所属。1931年、「アキローネ」と「トゥルビネ」、「オストロ」、「ボレア」、「ダニエーレ・マニン」、「ジョヴァンニ・ニコテラ」、「パンテーラ」とともにII Naval Divisionの1st Destroyer Flotillaを編成した。
1932年、訓練中に「アキローネ」から魚雷が発射された魚雷が誤って駆逐艦「ゼフィーロ」に命中したが、魚雷に欠陥があり被害は生じなかった。
1934年、「アキローネ」は「ネンボ」、「エウロ」、「トゥルビネ」とともにII Naval Divisionの8th Destroyer Squadronを編成した。

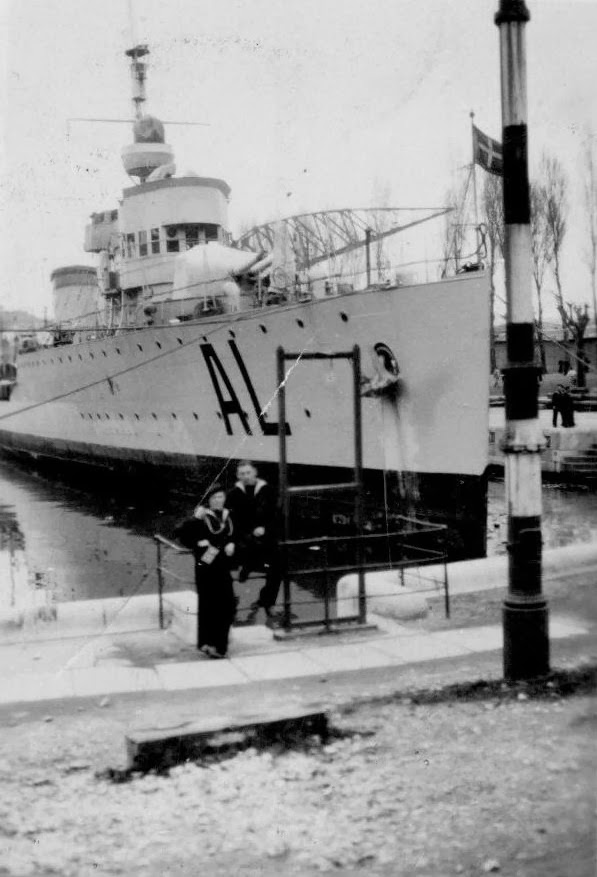
アキローネ（1931年）

1938年初めにブリンディジへ移り、3月には新たな基地であるリビアのトブルクへ移動した。1939年11月にはブリンディジに戻り、それから修理のためフューメへ向かった。修理は1940年3月に完了し、4月にトブルクに戻った。
5月20日、トリポリ、ベンガジ、トブルクなどの周辺への防護用機雷原構築命令を受け取る。機雷敷設は6月から7月にかけて続けられた。
1940年6月10日のイタリアの第二次世界大戦参戦時、「アキローネ」は「トゥルビネ」、「エウロ」、「ネンボ」とともにトブルクを基地とするDestroyer Squadronを編成していた。
6月12日、イギリス軍によるトブルク空襲が行われた。「アキローネ」には直撃弾は無かったが至近で爆発した爆弾により通信士が負傷した。これに対して、イタリア軍はソルムに対する攻撃を行った。12機のサヴォイア・マルケッティ SM.79が爆弾を投下し、「アキローネ」、「ネンボ」、「トゥルビネ」が砲撃を行ったが、濃い霧のため目立った損害は与えられなかった。6月26日にも同じ駆逐艦3隻によってソルム砲撃が行われた。
6月29日、前日撃沈された駆逐艦「エスペロ」の生存者捜索に派遣される。だが一人も発見できず、さらに捜索中にイギリスの飛行艇による攻撃を受けた。投下された爆弾は「アキローネ」の後方50から60メートルで爆発し、「アキローネ」は全速で撤退した。「アキローネ」は同日夕方にトブルクに帰投した。
1940年7月5日、「アキローネ」を含むトゥルビネ級駆逐艦7隻は水雷艇4隻などとともにトブルクに停泊していた。この日、イギリス軍のフェアリー ソードフィッシュ雷撃機9機による攻撃があり駆逐艦「ゼフィーロ」が撃沈されるなどの損害が出た。「アキローネ」などに対しても2機が攻撃を試みたが、激しい対空砲火のため魚雷を投下できなかった。 
7月19日、トブルクは再びイギリス軍機による攻撃を受け駆逐艦「オストロ」や「ネンボ」などが撃沈された。「オストロ」は弾薬庫に魚雷が命中して爆沈し、「オストロ」から6メートルほどのところに停泊していた「アキローネ」にも燃える破片が降り注いだが被害は無かった。
これらの攻撃後、トブルクは空襲を受けやすいことから荷物の到着地はベンガジへ変更され、そこからリビア沿岸に沿って1隻から2隻の船によって運ばれた。「アキローネ」も他の駆逐艦や水雷艇とともにベンガジへ移り、ベンガジ沖での哨戒や、沿岸部での護衛任務に従事した。
9月13日、イタリア軍はエジプトへ侵攻しソルムを占領した。9月15日、ショート サンダーランド飛行艇がリビア沿岸を東へ向かう船団を発見した。陸上部隊を支援するためイギリス海軍はイタリアの基地、特にベンガジに対する攻撃を計画。9月16日にアレクサンドリアから戦艦「ヴァリアント」、空母「イラストリアス」、重巡洋艦「ケント」、防空巡洋艦「カルカッタ」、「コヴェントリー」、駆逐艦7隻が出撃した。
9月16日夕方、「アキローネ」は「ボレア」、「トゥルビネ」とともにベンガジ港内に停泊していた。19時30分、汽船「Maria Eugenia」と「Gloria Stella」が水雷艇「Fratelli Cairoli」に護衛されてトリポリから到着した。17日0時30分ごろ、「イラストリアス」から発進したフェアリー ソードフィッシュ15機（9機は爆弾、魚雷搭載、6機は機雷搭載）がベンガジに到着。それらの攻撃により「ボレア」、「Maria Eugenia」、「Gloria Stella」が撃沈され、水雷艇「チーニョ」などが損傷した。「アキローネ」は5から6メートルほど離れたところに爆弾が落下したものの損害は無く、「ボレア」の生存者を救助した。以上の攻撃の一方、機雷を搭載した機は港の入り口から75メートルほど外に機雷を投下した。
翌朝、新たな攻撃を恐れてベンガジ港を空にすることが決定された。9月17日11時38分、最初の貨物船「Francesco Barbaro」が水雷艇「Generale Antonino Cascino」に護衛されてトリポリへ向けて出港。しかし、港を出てすぐ「Francesco Barbaro」は触雷した。その海域は機雷を除去するため浚渫され、すべての艦船は浚渫された航路を通って港外へ出るよう命じられた。
「アキローネ」と「トゥルビネ」は20時15分に「トゥルビネ」を先頭に港を出た。20時45分ごろ、浚渫された海域から1マイルほど外で「アキローネ」は2つの磁気機雷に触れた。爆発により多くの人が艦外へ投げ出され、また爆雷も落下したが海が浅かったため爆発しなかった。暗闇で何が起きたかわからなかったため、港の対空砲が発砲され、「トゥルビネ」は存在しない航空攻撃を避けようと加速しジグザグ航行を開始した。「トゥルビネ」はその場所を離れるよう命じられ、単独でトリポリへ向かった。「アキローネ」は急速に浸水し、5分ほどで沈没した。すぐに沈没し、また荒れた気象と暗闇にもかかわらず犠牲者数は少なく、死亡は4名で9名が行方不明となり、20名が負傷した。ベンガジ港は、イタリア本国から適切な掃海が行える掃海艇が到着するまで一時的に閉鎖された。